# Тіоціанатна кислота

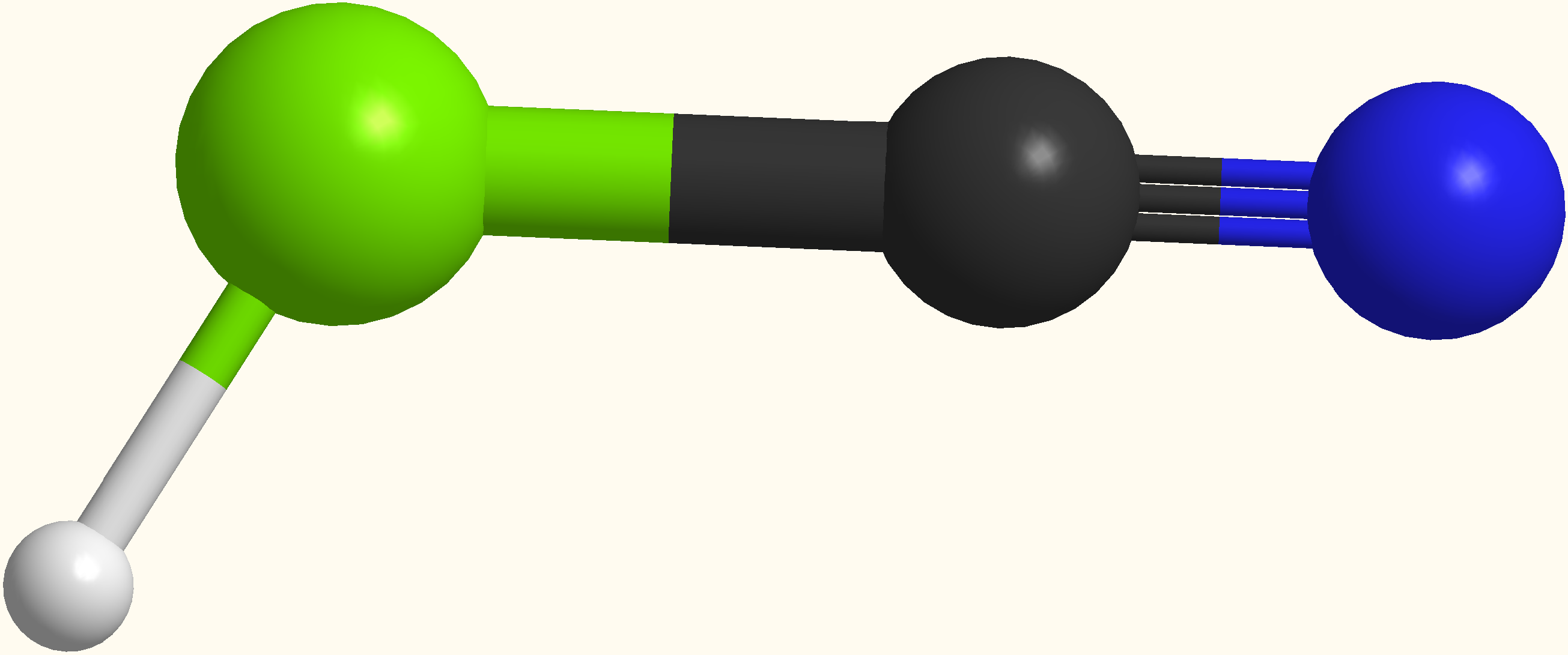
Модель молекули кислоти

Тіоціана́тна кислота́ (роданистоводнева) — жовтувата, масляниста, різко пахуча рідина. Хімічна формула HNCS. Утворює ряд солей — тіоціанатів.

## Будова
Раніше була поширена точка зору, що тіоціанова кислота — це суміш двох таутомерів:
{\displaystyle {\mathsf {H{\text{-}}S{\text{-}}C{\equiv }N\rightleftarrows H{\text{-}}N{\text{=}}C{\text{=}}S}}}
Але в подальшому з'ясувалося, що кислота має будову HNCS. Тіоціанати лужних металів і амонію мають формулу Me+NCS-, для інших тіоціанатів можлива формула Me(SCN)x.

## Фізичні властивості
Тіоціанова кислота стійка тільки при низьких температурах (близько -90 °C) або в розбавлених водних розчинах (менш ніж у 5 %-них). Є сильною кислотою — її розчини майже повністю дисоційовані. Добре розчиняється у воді й ряді органічних розчинників (етанол, діетиловий ефір, бензол).
В інтервалі від -90 °C до -85 °C полімеризується в безбарвну кристалічну масу. При слабкому нагріванні у вакуумі утворюється роданурова кислота (HNCS)3, яка переходить назад в HNCS при 3—5 °C. Густина — 2,04 гр / см³.

## Хімічні властивості
Водні розчини стійкі до 5 % концентрації, в більш концентрованих розчинах розкладається, переходячи у так знаний ксантогеновий водень і ряд інших продуктів.
Реагує з лужними металами. Відновлюється цинком в соляній кислоті до метиламіну і 1,3,5-тритіану (тримеру тіоформальдегіду). Окиснюється перманганатом калію до сірчаної кислоти, пероксидом водню — до синильної кислоти, бромом — до ціаніду брому. Повільне окиснення призводить до родану (SCN)2. Сірководнем розкладається до сірковуглецю і аміаку. Приєднується до ненасичених сполук.

## Застосування
Практичне застосування знаходять тільки солі кислоти, а також її естери (органічні тіоціанати), використовувані як інсектициди і фунгіциди.